# Алексей Мусин-Пушкин
Алексѐй Ива̀нович Му̀син-Пу̀шкин (на руски: Алексей Иванович Мусин-Пушкин) е руски граф, историк, политик и колекционер.

## Биография
Роден е на 27 март (16 март стар стил) 1744 г. в Москва в семейството на гвардейски офицер от благородническия род Мусини-Пушкини. Завършва артилерийско училище и е адютант на Григорий Орлов да неговото оттегляне през 1772 г. След това пътува няколко години из Европа, а след завръщането си се заема с колекциониране на стари ръкописи и други археологически ценности, създавайки през следващите десетилетия най-голямата частна сбирка в страната.
От 1791 до 1797 г. е оберпрокурор при Светия синод. По-голямата част от изключително ценната му сбирка е унищожена при опожаряването на Москва от французите през 1812 г.
Алексей Мусин-Пушкин умира на 13 февруари 1817 г. в Москва.